# Semiothisa cessaria
Semiothisa cessaria är en fjärilsart som beskrevs av Walker 1862. Semiothisa cessaria ingår i släktet Semiothisa och familjen mätare. Inga underarter finns listade i Catalogue of Life.